# Халилов, Микаил Магомедович
Микаил Магомедович Халилов (Микаэль, Минкаил) (1869 год, с. Хури, Дагестанская область, Российская Империя — 1935 год, Стамбул, Турецкая республика) — российский  военачальник, генерал-майор (1917). С марта 1918 года по март 1920 года — военный правитель Дагестана.

## Биография
Родился в селе Хури, по национальности лакец. 
По вероисповеданию мусульманин.
Общее образование получил в Ставропольской гимназии, которую закончил в 1886 году.
В службу вступил 10 августа 1886 года. Окончил Тифлисское пехотное юнкерское училище в 1889 году.

### Семья
Отец его Магомед был начальником (наибом) Каратинского участка и был убит восставшими против царизма горцами в 1877 году.
Родной брат М. М. Халилова — Магдимагомед Магомедович Халилов, штабс-ротмистр Дагестанского конного полка, в мае 1918 года погиб при захвате города Порт-Петровск.
Был женат на дочери генерала Эрис-Хана Алиева — Хабире, имел двух сыновей и трех дочерей.

## Карьера
Начал службу в Дагестанском конном полку с 1889 года. Подпоручик с 4 июля 1889 года. Поручик с 4 июля 1893 года. Штабс-капитан c 1 июня 1899 года. Ротмистр с 4 июня 1901 года.
Участник русско-японской войны. За боевые заслуги удостоен орденов Святой Анны 3-й степени с мечами и бантом (1904), Святого Станислава 2-й степени с мечами (1905), Святой Анны 2-й степени с мечами (1905), Святого Владимира 4-й степени 2-й степени с мечами и бантом (1906). 6 апреля 1906 года «за боевое отличие» произведён в подполковники.
С августа 1909 по май 1915 года служил по Военно-народному управлению. С 31 августа 1909 по 21 ноября 1913 года Начальник Кайтаго-Табасаранского округа. 6 декабря 1910 года произведён в полковники. С 21 ноября 1913 по 12 мая 1915 года Начальник Темир-Хан-Шуринского округа. 6 декабря 1914 года награждён орденом Святого Владимира 3-й степени. Председатель Темир-Хан-Шуринского окружного по воинской повинности присутствия.
Участник первой мировой войны. Высочайшим приказом 12 мая 1915 года переведён в 159-й пехотный Гурийский полк 40-й пехотной дивизии.
С августа по октябрь 1915 года являлся комендантом русского лагеря для турецких военнопленных.
В 1917 году получил чин генерал-майора.

«Революция сокрушила его жизнь, нарушила все его планы на будущее. Революцию он не принял, равно как и контрреволюцию.»— Абдуллатипов А. М. История села Хури. Мх.: ГУП «Типография ДНЦ РАН», 2011, стр. 57.
Участник Брусиловского прорыва.
В 1918 помощник военного министра Горского правительства Н. Тарковского, участвовал в формировании горских частей. 

В мае 1919 года в результате роспуска Горского правительства, Халилов стал его новым временным руководителем. Одним из первых его решений было перевод арестованных большевиков во главе с У. Буйнакским из Шуры в Петровск, открыто подчеркивая, что иначе их могут освободить большевики, оставшиеся на свободе.
Сдал Дагестан Вооружённым силам Юга России, распустил правительство и парламент Горской республики. Назначен командованием ВСЮР правителем автономного Дагестана (25.05.—27.08.1919). В 1920 году послан в Батум для переговоров с Кемалем Ататюрком. В Грузии его арестовали, как деникинского сатрапа, а затем после освобождения он выехал в Турцию, где он принимает гражданство этой страны. Далее Член Национального комитета освобождения горских народов Северного Кавказа в Константинополе.

## Оценки современников
Подполковник Б.М. Кузнецов, боровшийся вместе с ним против Советской власти, писал: 
«Неизвестно когда ставший генералом Халилов был – бездарным, надутым, он считался туркафилом, но если не революция, то предстал бы перед военным судом за жестокое обращение с турецкими военнопленными на острове Наргар, около Баку, где был комендантом лагеря».

Полковник Джафаров. 
«В период пребывания в 1918 г. в Темирханшуре Н. Гоцинского мы обедали в доме Куваршалова. А. Н. Гоцинский обедал в другой комнате. Вдруг дверь отворилась, и Нажмудин вышел с кумганом. Генерал Халилов стремительно и с почтительным поклоном взял у него с рук кумган и понес его вперед до уборной…. Меня эта картина возмутила, что я, заявив, что мне здесь делать нечего, сейчас же встал и ушел с собрания».

## Награды
- Орден Святого Станислава 3-й степени
- Орден Святой Анны 3-й степени с мечами и бантом (1904)
- Орден Святого Станислава 2-й степени с мечами (1905)
- Орден Святой Анны 2-й степени с мечами (1905)
- Орден Святого Владимира 4-й степени с мечами и бантом (1905)
- Орден Святого Владимира 3-й степени (1914)